# Pilea phaeocarpa
Pilea phaeocarpa är en nässelväxtart som beskrevs av Ignatz Urban. Pilea phaeocarpa ingår i släktet pileor, och familjen nässelväxter. Inga underarter finns listade i Catalogue of Life.